# Briarwood (línea Queens Boulevard)
 Briarwood es una estación en la línea Queens Boulevard del Metro de Nueva York de la División B del Independent Subway System (IND). La estación se encuentra localizada en Briarwood, Queens entre Main Street y Queens Boulevard. La estación es servida en varios horarios por diferentes trenes del servicio  y .